# Пій-Ежен Неве
Пій-Ежен Неве АА (фр. Pie Eugène Joseph Neveu; 23 лютого 1877 — 17 жовтня 1946) — діяч Римо-католицької церкви, єпископ (1926), глава Католицької церкви всіх обрядів на території СРСР (1926–46).

## Біографія
Народився в м. Жіан (Франція) в сім'ї робітника. 1895 року вступив до орієнтованого на екуменічну діяльність чернечого ордену асумпціоністів. Освіту здобув у католицькому інтернаті і духовній семінарії в м. Орлеан (Франція). 1905 року в м. Єрусалим був висвячений на священика і одержав призначення в Росію. З листопада 1906 працював у Санкт-Петербурзі душпастирем у притулку для дівчаток. З метою надання духовних послуг французьким і бельгійським робітникам, які працювали на підприємствах Донбасу, 1907 року переведений до м. Дмитріївськ (нині м. Макіївка), одночасно обслуговував кілька парафій. З 1918 року проповіді виголошував російською мовою.
1923 року подав до наркома закордонних справ УСРР Християна Раковського меморандум із пропозицією укласти дипломатичні відносини між СРСР і Апостольською столицею. 
Не раз інформував Апостольський престол про становище Католицької церкви в Україні і СРСР. 
21 квітня 1926 року в Москві був таємно від радянських властей висвячений на єпископа посланцем Папи Римського Пія XI єпископом Мішелем д'Ербіньї, при цьому отримав повноваження керівника Католицької церкви в СРСР.  Проте, про мету приїзду єпископа д'Ербіньї в СРСР радянські органи майже одразу дізналися. "Доносчик" повідомив: "В Росію приїхав представник з Риму єпископ д'Ербіньї, який керує справами католицизму в СРСР. Приїхав він неофіційно та провів реорганізацію серед РКЦ в СРСР, призначив ряд єпископів і розділив весь СРСР на адміністрації, призначивши адміністраторів. Зокрема, д'Ербіньї призначив Неве адміністратором Московського округу і висвятив його в єпископи" 
В умовах здійснення радянською владою антирелігійної і антикатолицької політики постійно перебував під наглядом і зазнавав переслідувань з боку органів державної безпеки, свої обов'язки міг виконувати лише завдяки заступництву з боку французької дипломатії. Унаслідок загрози депортації з СРСР 1932 року переселився до приміщення посольства Франції в Москві, де отримав офіційну посаду бібліотекаря. Через дипломатичні канали підтримував зв'язки з Ватиканом і отримував кошти, які використовував для надання допомоги духовенству і вірним. У 1934 році відвідав Францію й Італію, мав 2 аудієнції у Папи Римського Пія XI. 1936 року знову поїхав до Франції на лікування, до Москви повернутися не зміг через відмову радянської сторони у видачі йому в'їзної візи.
Помер у м. Париж (Франція).